# Otvoreni brak
Otvoreni brak je naziv za brak u kojem si bračni drugovi jedno drugom dozvoljavaju upuštanje u intimne veze romantične i seksualne prirode s trećim osobama. Otvoreni brak predstavlja jedan od oblika poliamorije odnosno ne-monogamije.
Sam izraz se u današnjem smislu počeo rabiti u doba seksualne revolucije 1960-ih, do kada se rabio samo za opisivanje monogamnih brakova između pripadnika razdvojenih društvenih skupina (npr. bjelkinje i crnca i sl.). 

## Vanjske poveznice
- A Handbook on Open Relationships  Arhivirana inačica izvorne stranice od 10. svibnja 2012. (Wayback Machine)
- Center yourself: Balance Jealousy and Compersion by Sasha Lessin, Ph.D.
- Liberated in Love: Can Open Marriage Work?
- Polyamory in the News: articles tagged "open marriage"